# Nectopsyche modesta
Nectopsyche modesta är en nattsländeart som först beskrevs av Mueller 1921.  Nectopsyche modesta ingår i släktet Nectopsyche och familjen långhornssländor. Inga underarter finns listade i Catalogue of Life.